# Datong
Datong (chiń. 大同; pinyin Dàtóng) –  miasto o statusie prefektury miejskiej w północnych Chinach, w prowincji Shanxi. W 2010 roku liczba mieszkańców miasta wynosiła 1 071 836. Prefektura miejska w 1999 roku liczyła 3 016 569 mieszkańców.
Ważny ośrodek wydobycia węgla kamiennego. Przemysł koksochemiczny, maszynowy, środków transportu, materiałów budowlanych, spożywczy i porcelanowy.
Stolica rzymskokatolickiej diecezji Datong.

## Historia
Miasto założono w II wieku p.n.e.; pierwotnie nosiło ono nazwę Píngchéng (平城). W latach 398–494 było stolicą dynastii Wei. W 1048 roku nazwę miasta zmieniono na Datong.

## Zabytki
- Ściana Dziewięciu Smoków (Jiulongbi) z czasów dynastii Ming
- Świątynia Huayan (Huayansi) z czasów dynastii Liao
- Świątynia Shanhua (Shanhuasi) z czasów dynastii Tang

## Atrakcje
- Wisząca Świątynia z VI wieku
- Groty Yungang (Yungang Shizu)

## Wyższe uczelnie
- Uniwersytet Datong